# Папазов, Димитр
Димитр Божидаров Папазов (болг. Димитър Божидаров Папазов; род. 15 июля, 2006, Пловдив, Болгария) — болгарский футболист, защитник молодёжной команды клуба «Болонья» и сборной Болгарии до 21 года.

## Карьера
Выступал за дубль «Ботева» во Второй лиге Болгарии. Дебютировал за основную команду клуба 1 сентября 2023 года в матче со «Славией» (София). Отличился забитым мячом в ворота «Этыра». Вышел на поле в матчах четвертьфинала и полуфинала Кубка Болгарии со «Спартаком» (Варна) и софийским ЦСКА. В июле 2024 года стла игроком молодёжной команды «Болоньи».

## Карьера в сборной
Выступал за национальные команды Болгарии до 18, 20 и 21 года.